# إيف هيربيه
إيف هيربيه (بالفرنسية: Yves Herbet)‏ (مواليد 17 أغسطس 1945) هو لاعب كرة قدم. يلعب مع منتخب فرنسا لكرة القدم. سبق له أن لعب في كأس العالم لكرة القدم مع منتخب بلاده.

## روابط خارجية
- إيف هيربيه على موقع الاتحاد الأوربي (الإنجليزية)
- إيف هيربيه على موقع قاعدة بيانات كرة القدم.إي يو (الإنجليزية)
- إيف هيربيه على موقع ناشيونال فوتبول تيمز (الإنجليزية)
- إيف هيربيه على موقع عالم كرة القدم.نت (الإنجليزية)